# Vobarno
Vobarno é uma comuna italiana da região da Lombardia, província de Bréscia, com cerca de 7.472 habitantes. Estende-se por uma área de 53 km², tendo uma densidade populacional de 141 hab/km². Faz fronteira com Capovalle, Gardone Riviera, Gargnano, Provaglio Val Sabbia, Roè Volciano, Sabbio Chiese, Salò, Toscolano-Maderno, Treviso Bresciano, Villanuova sul Clisi.

## Demografia
| Variação demográfica do município entre 1861 e 2011                               |
|                                                                                   |
| Fonte: Istituto Nazionale di Statistica (ISTAT) - Elaboração gráfica da Wikipedia |